# ナガレヒキガエル
ナガレヒキガエル（Bufo torrenticola）は、両生綱無尾目ヒキガエル科ヒキガエル属に分類されるカエル。

## 分布
日本（北陸地方から紀伊半島にかけて）固有種

## 形態
体長オス7-12.1センチメートル、メス8.8-16.8センチメートル。皮膚には疣状の突起がある。体色は緑褐色や黒褐色で、赤や橙の斑紋が入る個体もいる。

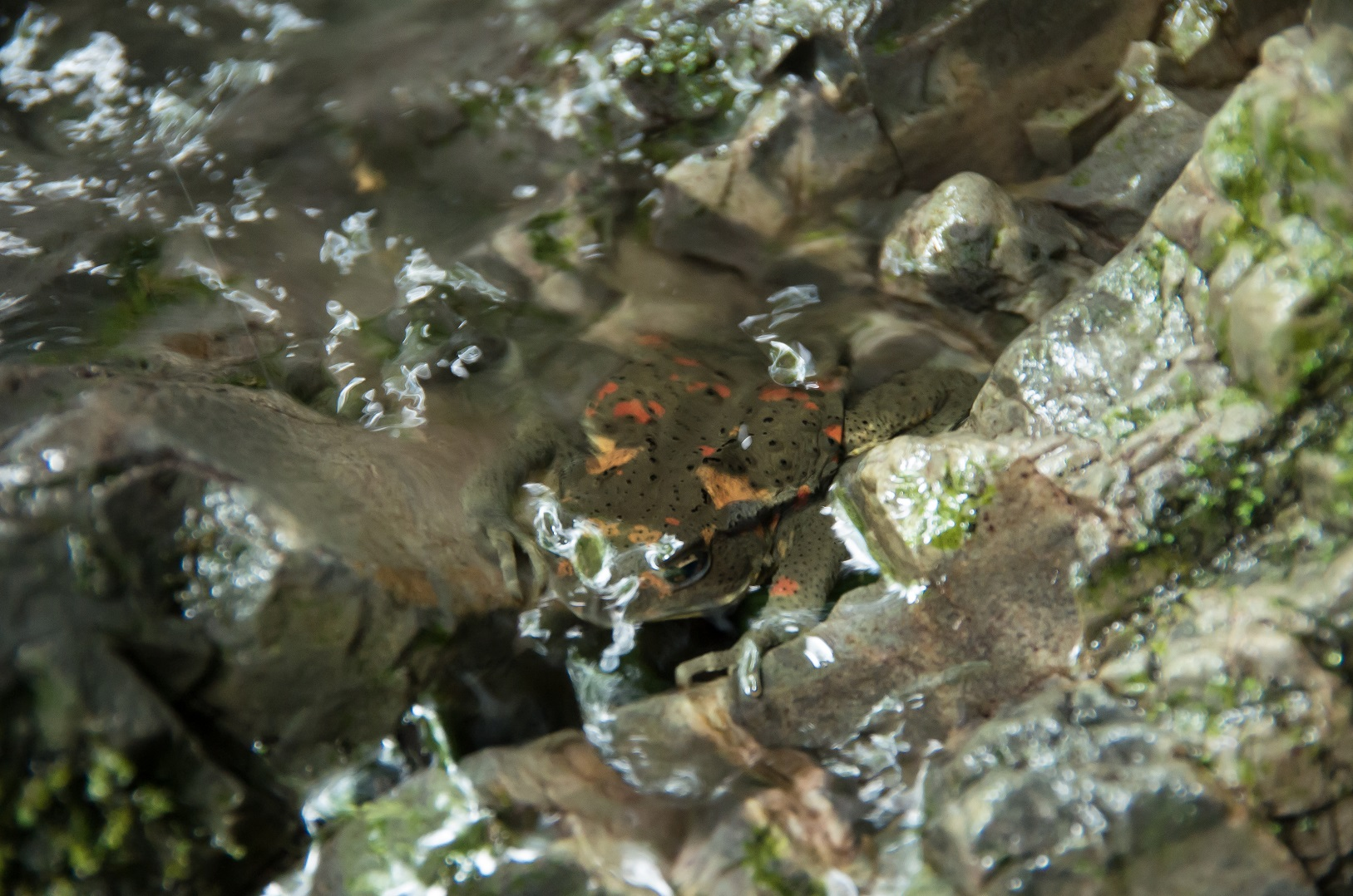
赤い斑紋が確認できる個体。（2014年7月滋賀県）

鼓膜は小型で、不明瞭。四肢は長い。趾の間にはやや水かきが発達する。
幼生は口器が大型で吸盤状になり、流水でも流されないよう適応している。オスは繁殖期になると疣状の突起が消失する。

## 分類
ヘモグロビンの電気泳動法による解析では、解析結果がニホンヒキガエルとは類似するもののヨーロッパヒキガエルとは系統が異なる（近縁ではない）と推定されている。
タイプ標本は奈良県大台ケ原産で大阪市立自然史博物館に保存。人工的に近縁のニホンヒキガエル、アズマヒキガエルとの間に、妊性(雑種二代目が可能)のある雑種が出来る。自然下ではごく一部地域でアズマヒキガエルとの雑種が知られている。これは生息環境の破壊等により、アズマヒキガエルの繁殖地が本種と重なった結果だと言われている。しかし、通常この二種は同所には生息しておらず、生殖隔離はほぼ完全なため、亜種では無く、別種として扱うのが適当とされている。

## 生態
標高50~1700mにある渓流の周辺に生息する。繁殖期は4~5月、繁殖の後に1ケ月程の春眠に入る。の後樹上に登ることもある。
食性は動物食で、昆虫、節足動物、ミミズなどを食べる。
繁殖形態は卵生。4-5月に渓流の水底に、ひも状の卵塊に包まれた約2,500個の卵を産む。

## 備考
俳人の原石鼎は随筆『暖気』で深吉野には渓流の岩の間で冬眠し、寒いうちから鳴き始める蟇がおり、たにぐくと呼ばれると記している。